# 日本出版販売
日本出版販売株式会社（にっぽんしゅっぱんはんばい）は、日本の出版物（書籍・雑誌）の取次会社である。略称は「日販」（にっぱん）。2022年（令和4年）現在、トーハンと日本における二大出版取次会社の一つとされる。オンライン書店のHonya Club.comを運営している。
2019年（令和元年）10月1日、子会社管理および不動産管理を除くすべての事業に関する権利義務を簡易吸収分割により株式会社日本出版販売準備会社（2019年4月1日設立）に承継させ、商号を日本出版販売株式会社から日販グループホールディングス株式会社に変更して持株会社体制に移行した。同時に株式会社日本出版販売準備会社も日本出版販売株式会社に商号変更した（二代目法人）。

## 沿革

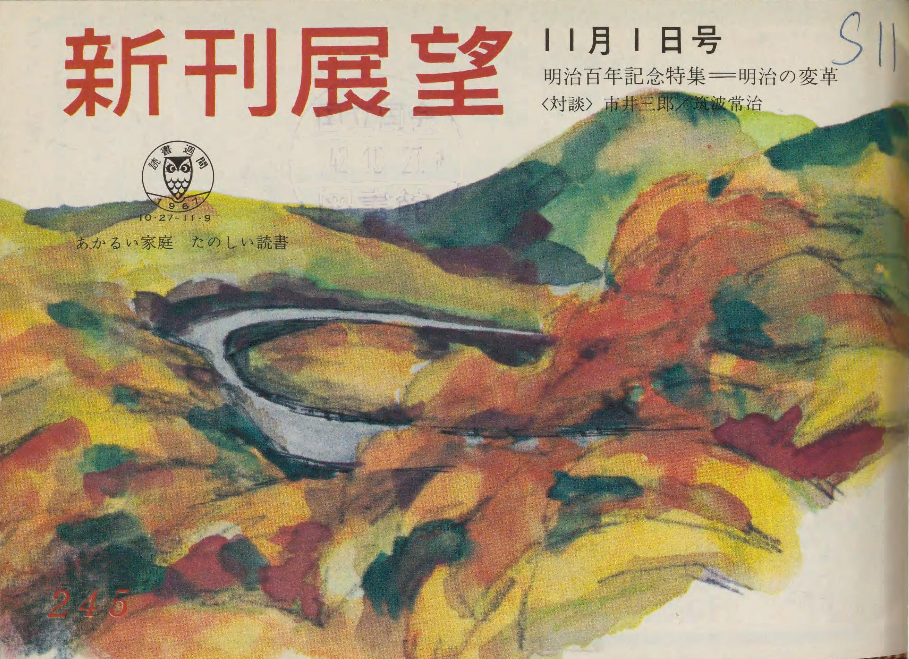
日本出版販売が刊行する出版関連雑誌『新刊展望』。1967年11月1日号の表紙。

- 1949年（昭和24年）9月10日 - 日本出版配給を母体として創業（資本金500万円、従業員数388名）。
- 1950年（昭和25年）5月 - 『日販通信』創刊。
- 1954年（昭和29年）4月 - 本店社屋落成。
- 1957年（昭和32年）5月 - 『週刊日販速報』創刊。
- 1964年（昭和39年）12月 - 電算システム導入。
- 1981年（昭和56年）9月 - 本社新社屋（新お茶の水ビルディング）落成。
- 1983年（昭和58年）7月 - 本社新社屋第2期工事完成。
- 1984年（昭和59年）4月 - 書店向けオンラインシステム「NOCS」（Nippan Online Communication System）を開発。
- 1990年（平成2年）3月 - 大阪支店新社屋（日販堂島ビル）オープン。
- 1993年（平成5年）2月 - 名古屋支店新社屋落成。
- 1998年（平成10年）1月 - 書店別高速自動仕分機MS2（マルチスーパー2）稼働。
- 1999年（平成11年）9月 - インターネットサイト「本やタウン」を開設。
- 2000年（平成12年）
  - 6月 - ネット注文送品拠点「web-Bookセンター」を開設。
  - 10月 - 楽天と提携して楽天ブックスを設立。
- 2002年（平成14年）4月 - 出版取次5社（日販、大阪屋、栗田出版販売、日教販、太洋社）、講談社、小学館との共同出資により返品協業会社、出版共同流通株式会社を設立[4]。
- 2003年（平成15年）4月 - 出版社向けマーケット情報開示システム「オープンネットワークWIN」稼働。
- 2005年（平成17年）2月 - 東京ブックセンターを開設、書店向けオンラインシステム「NOCS9000」サービス開始。
- 2006年（平成18年）
  - 4月 - カルチュア・コンビニエンス・クラブ株式会社とTSUTAYA向け商物流事業を統合し、株式会社MPDを会社分割により設立。
  - 6月 - CRM事業「Honya Club」をスタート。
- 2011年（平成23年）9月 - 書籍通販サイト「Honya Club.com」開設。
- 2013年（平成25年）3月 - 宅配送品サービス「スーパーQuickBook」稼動。定期誌取置きサービス「Maga-STOCK」開始。
- 2015年（平成27年）5月 - 書籍情報サイト「ほんのひきだし」開設。
- 2018年（平成30年）12月 - 青山ブックセンター跡地に入場料制の本屋「文喫」[5] がオープン、リブロプラスが運営する[6]。
- 2019年（平成31年／令和元年）
  - 2月19日 - 持株会社体制への移行を公表[7][8]。
  - 10月1日 - 持株会社体制へ移行し、 日本出版販売の商号を日販グループホールディングス株式会社に変更。取次事業を簡易吸収分割の方法により日本出版販売準備会社に承継、日本出版販売準備会社を日本出版販売株式会社に商号変更[3]。システム部門を分社化し日販テクシード株式会社（日販コンピュータテクノロジイ株式会社から商号変更）に移管[9]。
- 2022年（令和4年）4月 - ブックディレクションブランド「YOURS BOOK STORE」に関するプロデュース事業や「文喫」事業を担う、株式会社ひらくを設立。
- 2023年（令和5年）
  - 7月 - 株式会社学研ステイフルを子会社化[10]。学研ホールディングス株式会社との合弁事業を開始。
  - 10月 - 株式会社紀伊國屋書店、カルチュア・コンビニエンス・クラブ株式会社と、共同出資会社株式会社ブックセラーズ&カンパニーを設立[11]。
  - 10月 - 株式会社MPDがカルチュア・コンビニエンス・クラブ株式会社よりFC事業を承継し、株式会社カルチュア・エクスペリエンスと商号変更[12]。
  - 10月 - NICリテールズ株式会社がNIC株式会社に商号変更。ブラス株式会社、株式会社リブロプラス、株式会社積文館書店、株式会社Y・spaceの４社を合併し、新たにNICリテールズ株式会社を設立。

## 決算
- 新文化通信社 決算特集：日本出版販売（〜2021年） 、ニュースフラッシュ 決算及びIR情報による。いずれも単体での数値。
- 第65期決算から営業外費用に計上していた売上割引を売上割戻として売上高から控除するよう表示方法を変更。
- 2019年（令和元年）10月1日の持株会社体制移行に伴い、日販の第72期（2020年3月期）は参考資料。
- 日販GHDは子会社を含めた連結実績。日販の第2期以降は持株会社体制移行に伴う事業子会社の実績。

### 日販GHD
| 決算期（期間）                         | 売上高         | 営業利益      | 経常利益      | 当期純利益    |
| -------------------------------------- | -------------- | ------------- | ------------- | ------------- |
| 第77期（2024年4月1日 - 2025年3月31日） | 3827億4600万円 | 2億9600万円   | 7億9100万円   | 4億1600万円   |
| 第76期（2023年4月1日 - 2024年3月31日） | 4021億7100万円 | ▲16億6100万円 | ▲11億8000万円 | ▲49億3400万円 |
| 第75期（2022年4月1日 - 2023年3月31日） | 4440億0100万円 | ▲4億1700万円  | ▲1億5800万円  | ▲2億1800万円  |
| 第74期（2021年4月1日 - 2022年3月31日） | 5049億9300万円 | 28億4000万円  | 36億4800万円  | 13億9100万円  |
| 第73期（2020年4月1日 - 2021年3月31日） | 5210億1000万円 | 41億5100万円  | 44億2000万円  | 24億3900万円  |
| 第72期（2019年4月1日 - 2020年3月31日） | 5159億2200万円 | 24億7400万円  | 24億4100万円  | 7億8100万円   |

### 日販
| 決算期（期間）                         | 売上高         | 営業利益      | 経常利益      | 当期純利益    |
| -------------------------------------- | -------------- | ------------- | ------------- | ------------- |
| 第6期（2024年4月1日 - 2025年3月31日）  | 2865億0700万円 | ▲18億2200万円 | ▲17億5400万円 | ▲900万円      |
| 第5期（2023年4月1日 - 2024年3月31日）  | 3114億8800万円 | ▲40億9400万円 | ▲39億0500万円 | ▲55億7100万円 |
| 第4期（2022年4月1日 - 2023年3月31日）  | 3550億9500万円 | ▲20億6700万円 | ▲18億5600万円 | ▲22億9700万円 |
| 第3期（2021年4月1日 - 2022年3月31日）  | 4074億6300万円 | 7億3400万円   | 9億3400万円   | 4億8500万円   |
| 第2期（2020年4月1日 - 2021年3月31日）  | 4201億5100万円 | 10億1400万円  | 11億5500万円  | 3億9600万円   |
| 第72期（2019年4月1日 - 2020年3月31日） | 4139億3100万円 | ▲2億5300万円  | ▲4100万円     | ▲2億8200万円  |
| 第71期（2018年4月1日 - 2019年3月31日） | 4390億4000万円 | 3億8900万円   | 9億4800万円   | 7億0400万円   |
| 第70期（2017年4月1日 - 2018年3月31日） | 4623億5400万円 | 5億100万円    | 10億1600万円  | 8億6900万円   |
| 第69期（2016年4月1日 - 2017年3月31日） | 5023億0300万円 | 16億5500万円  | 22億3300万円  | 6億9600万円   |
| 第68期（2015年4月1日 - 2016年3月31日） | 5136億3800万円 | 16億4100万円  | 23億1300万円  | 10億4500万円  |
| 第67期（2014年4月1日 - 2015年3月31日） | 5383億0900万円 | 19億2400万円  | 25億2500万円  | 8億5300万円   |
| 第66期（2013年4月1日 - 2014年3月31日） | 5667億3100万円 | 28億8800万円  | 33億8600万円  | 20億2900万円  |
| 第65期（2012年4月1日 - 2013年3月31日） | 5813億5500万円 | 29億5200万円  | 33億6300万円  | 31億6800万円  |
| 第64期（2011年4月1日 - 2012年3月31日） | 5895億1800万円 | 147億2400万円 | 41億3300万円  | 19億2500万円  |
| 第63期（2010年4月1日 - 2011年3月31日） | 6020億2500万円 | 140億1700万円 | 38億1400万円  | 13億4600万円  |
| 第62期（2009年4月1日 - 2010年3月31日） | 6130億4800万円 | 132億4700万円 | 30億7600万円  | 13億7000万円  |
| 第61期（2008年4月1日 - 2009年3月31日） | 6326億7300万円 | 134億0200万円 | 35億7600万円  | 11億2900万円  |
| 第60期（2007年4月1日 - 2008年3月31日） | 6471億0900万円 | 123億9800万円 | 31億9800万円  | 12億3800万円  |
| 第59期（2006年4月1日 - 2007年3月31日） | 6486億5300万円 | 121億4700万円 | 30億5100万円  | 9億7300万円   |
| 第58期（2005年4月1日 - 2006年3月31日） | 6782億1700万円 | 134億3600万円 | 48億0700万円  | 26億0700万円  |
| 第57期（2004年4月1日 - 2005年3月31日） | 7096億2700万円 | 143億3300万円 | 58億1900万円  | 24億1900万円  |
| 第56期（2003年4月1日 - 2004年3月31日） | 7145億0000万円 | 132億8100万円 | 48億8400万円  | 9億4500万円   |
| 第55期（2002年4月1日 - 2003年3月31日） | 7325億1700万円 | 133億9300万円 | 47億4100万円  | 19億8000万円  |
| 第54期（2001年4月1日 - 2002年3月31日） | 7441億6700万円 | 124億4500万円 | 39億4500万円  | 19億5100万円  |
| 第53期（2000年4月1日 - 2001年3月31日） | 7610億5100万円 | 124億5800万円 | 40億2900万円  | 4億7000万円   |
| 第52期（1999年4月1日 - 2000年3月31日） | 7629億9800万円 | 121億8400万円 | 38億4300万円  | ▲84億5700万円 |

## 大株主の状況
2024年（令和6年）3月31日現在（上位10名及び持株比率）
1. 株式会社講談社 - 6.34%
2. 株式会社小学館 - 6.28%
3. 日販グループ従業員持株会 - 4.40%
4. 株式会社光文社 - 2.95%
5. 株式会社文藝春秋 - 2.41%
6. 株式会社秋田書店 - 2.35%
7. 株式会社三井住友銀行 - 2.23%
8. 株式会社KADOKAWA - 2.13%
9. カルチュア・コンビニエンス・クラブ - 1.97%
10. 株式会社旺文社 - 1.91%

- 持株比率は、自己株式（5,128,775株）を控除した発行済株式総数に対する割合。
- 2019年（令和元年）10月1日に株券不発行会社への移行に伴い株券を廃止（以降は株主名簿の記載による管理）[13]。

## 映像制作
- ガメラ2 レギオン襲来
- ガメラ3 邪神覚醒
- 不夜城
- いぬ会社
- THE3名様 俺たちのサマーウインド
- 春琴抄
- カフェ代官山II
- ロック誕生 The Movement70’s
- ノン子36歳（家事手伝い）
- カフェ代官山Ⅲ～それぞれの明日～
- ビートロック☆ラブ
- タクミくんシリーズ 虹色の硝子
- 僕らはあの空の下で
- 大洗にも星はふるなり
- タクミくんシリーズ　美貌のディテイル
- THE3名様 ～マキシちゃってもよかですか？
- パチスロバカップル
- シーサイドモーテル
- 愛の言霊～世界の果てまで～
- 純情
- 君へのメロディー
- タクミくんシリーズ Pure
- kocorono
- 女忍 KUNOICHI
- 行け！男子高校演劇部
- タクミくんシリーズ あの、晴れた青空
- 月光ノ仮面
- しあわせのパン
- アフロ田中
- 戦国BASARA −MOONLIGHT PARTY−
- BUNGO〜ささやかな欲望〜
- パーティは銭湯からはじまる
- グッモーエビアン！
- 僕の妹は「大阪おかん」
- ゾンビデオ
- みなさん、さようなら
- さまよう獣
- 幕末奇譚 SHINSEN5 〜剣豪降臨〜
- HK 変態仮面
- 幕末奇譚 SHINSEN5弐 〜風雲伊賀越え〜
- work shop
- 僕たちの高原ホテル
- 男子高校生の日常
- 受難
- GET ACTION!!
- BRIGHT AUDITION
- どうしても触れたくない
- ハンガー・ゼット
- 光の音色 ―THE BACK HORN Film―
- ソレダケ / that’s it
- すんドめ
- セブンデイズ （MONDAY→THURSDAY）/（FRIDAY→SUNDAY）
- ブラフマン
- 宇田川町で待っててよ。
- 女の子よ死体と踊れ
- 通学電車
- 通学途中
- 鬼談百景
- ドロメ【男子篇】【女子篇】
- HK 変態仮面　アブノーマル・クライシス
- 映画 日本刀 ～刀剣の世界～
- 教科書にないッ！
- すんドめNew
- 教科書にないッ！ 3&4
- ひだまりが聴こえる
- 月と雷
- 一礼して、キス
- 愛の病
- ちょっとまて野球部！
- ミスミソウ
- 天使じゃないッ！
- 志乃ちゃんは自分の名前が言えない
- 寝ても覚めても
- ほっぷすてっぷじゃんぷッ！
- 母を亡くした時、僕は遺骨を食べたいと思った。
- かぞくわり

## おはなしマラソン
1999年（平成11年）10月から、書店・出版社・現地のボランティアと共同して、全国の書店店頭で児童向け読み聞かせ会「おはなしマラソン」をスタートさせた。この読書推進活動は創立50周年を記念して開始され、永続的に続けられている。

### 絵本の時間 おはなしマラソン
- 東海ラジオ - かにタク言ったもん勝ち毎週水曜日・木曜日（2009年3月27日までは金曜日も放送されていた）10:40頃-10:45頃
  - 2004年（平成16年）3月より放送開始。
  - パーソナリティ 蟹江篤子（元東海ラジオアナウンサー。元々東海ラジオで放送されている別のミニ番組で民話の朗読を行っていた）
- KBCラジオ・MBCラジオ　
  - 放送日時などは徳永玲子の絵本の時間 おはなしマラソンを参照。

## 日販グループ

### 連結子会社
（）内は議決権比率。議決権比率の記載がある会社を除いて100%子会社。
- 日本出版販売株式会社 - 書籍・雑誌・文具等の卸売等
  - 出版共同流通株式会社（71.4%） - 書籍・雑誌等の返品処理等
  - 中三エス・ティ株式会社 - 文具及び玩具類の卸売
  - 株式会社B・Story - 出版物及び文具・雑貨、DVD・CD等の販売等。八文字屋書店の一部店舗の運営[14]
  - 株式会社NKメディアリテイリング - 出版物及び文具・雑貨、DVD・CD等の販売等
  - 株式会社ひらく - プロデュース事業、文喫事業、公共プレイス企画事業
  - 株式会社学研ステイフル（51%）
- カルチュア・エクスペリエンス株式会社（51%） - 日本国内における「TSUTAYA」、「TSUTAYA BOOKSTORE」「蔦屋書店」にかかるフランチャイズチェーンの本部運営事業、物流代行事業・貨物軽自動車運送事業・貨物利用運送事業、BOOK・エンタテイメント商材・文具・雑貨等の卸販売及び小売販売および飲食関連事業。TSUTAYAオンラインショッピング、草叢BOOKS（新守山店・各務原店）、TSUTAYA BOOSTORE下北沢店、SHARE LOUNGE（川崎駅前店・下北沢店）、OHAGI3を直営
  - 株式会社MPDパートナーズ
- 日販物流サービス株式会社 - 一般貨物輸送、保管、管理梱包業務、包装資材の製造並びに販売等
- NIC株式会社 - 小売事業の中間持株会社
  - NICパートナーズ株式会社 - 書店、TSUTAYAの運営を中核とした、小売事業の運営
  - NICリテールズ株式会社 - 「TSUTAYA」「LIBRO」「BOOKSえみたす」「積文館書店」「よむよむ」「オリオン書房」「あゆみBOOKS」「CROSSBOOKS」「ブックセンタークエスト」「文榮堂」「あゆみBOOKS」「文禄堂」「PAPER WALL」「パルコブックセンター」「BOOK PARK miyokka!?」「多田屋 サンピア店」、「駿河屋」、「mio mio」、美容事業（「ネイルサロン ティーエヌ」「ヘアカラーサロンSEVEN COLORS」）、「オレンジセオリーフィットネス浦和・町田」、「保険クリニックQLuRi川越店・坂戸八幡店」、「ファミリーマート」「本棚珈琲 ノルテ店」「ドトールコーヒーショップ」「キデイランド 山口店」の運営
  - 株式会社リブロプラス - 書籍・雑誌、教科書の販売及び無償教科書の取次供給
  - 株式会社すばる - 図書館運営受託事業。すばる図書館サービスから社名変更
  - 株式会社多田屋 - 書籍・雑誌、教科書の販売及び無償教科書の取次供給
  - 株式会社いまじん白揚（61.2%） - 出版物及び文具・雑貨の販売、DVD・CD等のレンタル及び販売等
  - 株式会社積文館書店 - 書籍・雑誌、教科書の販売及び無償教科書の取次供給
    - 有限会社積文館書店 - 出版物及び文具・雑貨等の販売等
    - 株式会社慶応堂書店 - 出版物及び文具・雑貨等の販売等
    - 株式会社ブックセンタークエスト - 出版物及び文具・雑貨等の販売等
    - 株式会社シー・アンド・エス - 出版物及び文具・雑貨等の販売等
    - 株式会社たけふじ文泉堂 - 出版物及び文具・雑貨等の販売等
    - 株式会社文栄堂 - 出版物及び文具・雑貨等の販売等

  - 株式会社駿河屋BASE（51%） - 「駿河屋」の店舗開発・出店支援
- 日販アイ・ピー・エス株式会社 - 海外向け生活支援サービス事業、輸出・輸入卸売事業、出版流通代行事業等
- 株式会社ダルトン（93.7%） - 雑貨等の企画、製作、輸入、卸売及び小売の運営
  - ダルトンホーム・ディベロップメント株式会社（75.0%） - 住宅の販売、店舗設計
- 株式会社ファンギルド（71.1%） - コンテンツ事業（電子出版・紙単行本発行の「ファンギルド」、日本ローカライズ電子出版の「Rush!」、電子出版・紙単行本発行の「モバイルメディアリサーチ」）
  - 株式会社FGパブリッシング - 出版物の企画・制作
- 日販セグモ株式会社 - 検定・イベントの企画、運営及びグッズの開発、販売等
- 日販ビジネスパートナーズ株式会社 - シェアードサービス事業、不動産管理、清掃・警備事業、人材派遣事業等。2020年4月1日にお茶の水商事株式会社から商号変更[15]。
- 日販テクシード株式会社 - ソフトウェアの開発、コンピュータ機器の販売等。2019年10月1日に日販コンピュータテクノロジイ株式会社から商号変更[9]。
- 株式会社ASHIKARI - 宿泊施設「箱根本箱」の運営等
- 日本緑化企画株式会社（50.7%） - 植物の生産 、販売、賃貸、園芸店の経営等

### 持分法適用非連結子会社
- 日盛図書有限公司（中華民国（台湾）新北市） - 日本語出版物・文具等の台湾向け卸売等
- 北京書錦縁諮詢有限公司（中華人民共和国北京市朝陽区）- 日本語出版物の中国語への翻訳・編集、現地語版の制作等

### 持分法適用会社
- 株式会社精文館書店（49.7%） - 出版物及び文具・雑貨の販売、DVD・CD等のレンタル及び販売等
- 株式会社ブックセラーズ&カンパニー（30.0%） - 契約書店の仕入業務受託およびコンサルティング業務等

### 非連結子会社
- 株式会社アイテム - シェトワ白揚文具館の運営

### 過去のグループ企業
- 日販製函株式会社 - 2009年（平成21年）4月1日付で日販運輸株式会社に吸収合併。
- トライネットエンタテインメント株式会社 - 2009年（平成21年）4月1日付で日販運輸株式会社に吸収合併。
- 日販メディア株式会社 - 2010年（平成22年）3月31日付で解散。
- 株式会社ほるぷ出版 - 2011年（平成23年）7月21日付でアプリックスIPホールディングス（現アプリックス）に全株式を売却。
- 株式会社みずうみ書房 - 2012年（平成24年）9月30日に解散。
- 株式会社エヌ・エー・シー - 2014年（平成26年）12月25日に清算結了。
- 株式会社DIP - 2014年（平成26年）7月1日付で日販アイ・ピー・エスに吸収合併。
- すばる販売株式会社 - 2016年（平成28年）3月31日付で日本出版販売に吸収合併。
- 株式会社日販図書館サービス - 2017年（平成29年）3月31日付で事業停止。
- 株式会社すばる - 2017年（平成29年）4月1日付で株式会社ブラスメディアコーポレーションに吸収合併。
- 株式会社MeLTS - 2017年（平成29年）4月1日付で株式会社ブラスメディアコーポレーションに吸収合併。
- 株式会社クリエイターズギルド - 2017年（平成29年）4月1日付で株式会社インプレスホールディングスに株式の一部を譲渡。
- リブロ販売株式会社 - 2017年（平成29年）7月1日付で日本出版販売に吸収合併。
- 株式会社IMA - 2017年（平成29年）7月31日付で日本出版販売に吸収合併。
- 株式会社OKC - 2018年（平成30年）3月に清算結了。
- 株式会社リゲル - 2018年（平成30年）8月に日本出版販売に吸収合併。
- 株式会社すばる商会 - 2018年（平成30年）9月に日本出版販売に吸収合併。
- 万田商事株式会社 - 2018年（平成30年）9月に株式会社リブロプラスに吸収合併。
- 株式会社リブロ - 2018年（平成30年）9月に株式会社リブロプラスに吸収合併。
- 株式会社あゆみBOOKS - 2018年（平成30年）9月に株式会社リブロプラスに吸収合併。
- 株式会社マクス - 2021年（令和3年）1月に株式会社リブロプラスに吸収合併。
- MO商会株式会社 - 万田商事株式会社（初代法人）から社名変更。2021年（令和3年）1月に日販グループホールディングスに吸収合併。
- 株式会社蓮田ロジスティクス - 2021年（令和3年）10月に日販グループホールディングスに吸収合併。
- アイエムエー株式会社 - 2015年（平成27年）11月子会社として設立、2019年（平成31年）3月持分法適用会社化。2022年（令和4年）3月、全株式を譲渡。
- 株式会社クロス・ポイント（旧・株式会社東武ブックス） - 2023年（令和5年）3月に清算結了。
- 株式会社リブロプラス - 万田商事株式会社（二代目法人）から社名変更。2023年（令和5年）10月にNICリテールズ株式会社（二代目法人）に吸収合併。
- 株式会社Y・space - 2023年（令和5年）10月にNICリテールズ株式会社（二代目法人）に吸収合併。
- C5SP株式会社 - 2024年（令和6年）2月にカルチュア・エクスペリエンス株式会社に吸収合併。